# Paweł Korytko (zm. 1588)
Paweł Korytko herbu Jelita (zm. w 1588 roku) – kasztelan przemyski w latach 1583–1588, podkomorzy lwowski w 1583 roku, podkomorzy przemyski w latach 1570–1582.
Na zjeździe w Jędrzejowie w 1576 roku potwierdził wybór Stefana Batorego na króla Polski.